# Beauvallon
Beauvallon település Franciaországban, Drôme megyében. Lakosainak száma 1638 fő (2022. január 1.). Beauvallon Étoile-sur-Rhône, Montéléger és Portes-lès-Valence községekkel határos.

## Népesség
A település népességének változása:
| Lakosok száma | 481  | 1614 | 1519 | 1636 | 1573 | 1573 | 1591 | 1599 | 1595 | 1638 |
|               | 1968 | 1982 | 1990 | 2006 | 2013 | 2015 | 2017 | 2019 | 2020 | 2022 |